# Ukraina na Zimowych Igrzyskach Olimpijskich 2014
Ukraina na Zimowych Igrzyskach Olimpijskich 2014 – kadra sportowców reprezentujących Ukrainę na igrzyskach w 2014 roku w Soczi. Kadra liczyła 43 sportowców.
W związku z protestami na Ukrainie Bohdana Macioćka wycofała się ze startu w swojej ostatniej konkurencji i wróciła do kraju.
| Medal | Zawodnik                                                         | Dyscyplina | Konkurencja     | Data      |
| ----- | ---------------------------------------------------------------- | ---------- | --------------- | --------- |
| Złoto | Wita Semerenko Julija Dżima Wałentyna Semerenko Ołena Pidhruszna | biathlon   | Sztafeta kobiet | 21 lutego |
| Brąz  | Wita Semerenko                                                   | biathlon   | Sprint kobiet   | 9 lutego  |

## Skład reprezentacji

### Biathlon

#### Kobiety
- Natalja Burdyga
- Julija Dżima
- Marija Panfiłowa
- Ołena Pidhruszna
- Wita Semerenko
- Wałentyna Semerenko

| Konkurencja       | Zawodniczka         | Czas      | Miejsce |
| ----------------- | ------------------- | --------- | ------- |
| Sprint            | Natalja Burdyga     | -         | -       |
| Sprint            | Julija Dżima        | 22:55.5   | 42.     |
| Sprint            | Marija Panfiłowa    | -         | -       |
| Sprint            | Ołena Pidhruszna    | 22:12.8   | 26.     |
| Sprint            | Wita Semerenko      | 21:28.5   | 3.      |
| Sprint            | Wałentyna Semerenko | 21:44.9   | 12.     |
| Bieg pościgowy    | Natalja Burdyga     | -         | -       |
| Bieg pościgowy    | Julija Dżima        | DNS       | DNS     |
| Bieg pościgowy    | Marija Panfiłowa    | -         | -       |
| Bieg pościgowy    | Ołena Pidhruszna    | 31:54.2   | 22.     |
| Bieg pościgowy    | Wita Semerenko      | 30:40.3   | 10.     |
| Bieg pościgowy    | Wałentyna Semerenko | 30:23.6   | 5.      |
| Bieg indywidualny | Natalja Burdyga     | -         | -       |
| Bieg indywidualny | Julija Dżima        | 45:49.9   | 7.      |
| Bieg indywidualny | Marija Panfiłowa    | -         | -       |
| Bieg indywidualny | Ołena Pidhruszna    | 45:59.5   | 8.      |
| Bieg indywidualny | Wita Semerenko      | 48:29.2   | 29.     |
| Bieg indywidualny | Wałentyna Semerenko | 47:28.2   | 19.     |
| Bieg masowy       | Natalja Burdyga     | -         | -       |
| Bieg masowy       | Julija Dżima        | 38:10.8   | 23.     |
| Bieg masowy       | Marija Panfiłowa    | -         | -       |
| Bieg masowy       | Ołena Pidhruszna    | 36:37.1   | 8.      |
| Bieg masowy       | Wita Semerenko      | 37:16.1   | 17.     |
| Bieg masowy       | Wałentyna Semerenko | 37:03.5   | 13.     |
| Sztafeta          | Julija Dżima        | 1:10:02.5 | 1.      |
| Sztafeta          | Ołena Pidhruszna    | 1:10:02.5 | 1.      |
| Sztafeta          | Wita Semerenko      | 1:10:02.5 | 1.      |
| Sztafeta          | Wałentyna Semerenko | 1:10:02.5 | 1.      |

#### Mężczyźni
- Andrij Deryzemla
- Dmytro Pidruczny
- Artem Pryma
- Serhij Sedniew
- Serhij Semenow

| Konkurencja       | Zawodnik         | Czas      | Strzelanie | Miejsce |
| ----------------- | ---------------- | --------- | ---------- | ------- |
| Sprint            | Andrij Deryzemla | 25:29.0   | 0+1        | 22.     |
| Sprint            | Dmytro Pidruczny | -         | -          | -       |
| Sprint            | Artem Pryma      | 25:57.6   | 0+1        | 32.     |
| Sprint            | Serhij Sedniew   | 26:16.8   | 1+0        | 44.     |
| Sprint            | Serhij Semenow   | 26:10.4   | 1+0        | 41.     |
| Bieg pościgowy    | Andrij Deryzemla | 36:21.5   | 0+0+1+2    | 36.     |
| Bieg pościgowy    | Dmytro Pidruczny | -         | -          | -       |
| Bieg pościgowy    | Artem Pryma      | 37:39.3   | 0+1+2+1    | 44.     |
| Bieg pościgowy    | Serhij Sedniew   | 39:33.8   | 1+0+1+1    | 54.     |
| Bieg pościgowy    | Serhij Semenow   | 36:48.1   | 0+2+1+0    | 39.     |
| Bieg indywidualny | Andrij Deryzemla | 54:40.0   | 0+2+1+0    | 46.     |
| Bieg indywidualny | Dmytro Pidruczny | 55:53.4   | 1+0+1+1    | 55.     |
| Bieg indywidualny | Artem Pryma      | 58:35.2   | 3+1+0+3    | 81.     |
| Bieg indywidualny | Serhij Sedniew   | -         | -          | -       |
| Bieg indywidualny | Serhij Semenow   | 51:07.9   | 1+0+0+0    | 9.      |
| Bieg masowy       | Andrij Deryzemla | -         | -          | -       |
| Bieg masowy       | Dmytro Pidruczny | -         | -          | -       |
| Bieg masowy       | Artem Pryma      | -         | -          | -       |
| Bieg masowy       | Serhij Sedniew   | -         | -          | -       |
| Bieg masowy       | Serhij Semenow   | -         | -          | -       |
| Sztafeta          | Andrij Deryzemla | 1:14:21.1 | 0+7        | 9.      |
| Sztafeta          | Dmytro Pidruczny | 1:14:21.1 | 0+7        | 9.      |
| Sztafeta          | Artem Pryma      | 1:14:21.1 | 0+7        | 9.      |
| Sztafeta          | Serhij Semenow   | 1:14:21.1 | 0+7        | 9.      |

| Konkurencja       | Zawodnik         | Czas      | Strzelanie | Miejsce |
| ----------------- | ---------------- | --------- | ---------- | ------- |
| Sztafeta mieszana | Natalja Burdyga  | 1:12:05.2 | 1+8        | 8.      |
| Sztafeta mieszana | Marija Panfiłowa | 1:12:05.2 | 1+8        | 8.      |
| Sztafeta mieszana | Andrij Deryzemla | 1:12:05.2 | 1+8        | 8.      |
| Sztafeta mieszana | Serhij Semenow   | 1:12:05.2 | 1+8        | 8.      |

### Biegi narciarskie

#### Kobiety
| Zawodnik                                                                  | Konkurencja       | Czas      | Pozycje |
| ------------------------------------------------------------------------- | ----------------- | --------- | ------- |
| Maryna Ancybor                                                            | Sprint            | 2:40,55   | 34.     |
| Kateryna Serdjuk                                                          | Sprint            | 2:44,12   | 45.     |
| Maryna Łysohor                                                            | Sprint            | 2:53,22   | 58.     |
| Wałentyna Szewczenko                                                      | Bieg indywidualny | 30:33,0   | 24.     |
| Tetiana Antypenko                                                         | Bieg indywidualny | 31:06,9   | 30.     |
| Kateryna Hryhorenko                                                       | Bieg indywidualny | 32:03,5   | 49.     |
| Maryna Łysohor                                                            | Bieg indywidualny | 33:35,4   | 58.     |
| Wałentyna Szewczenko                                                      | Bieg łączony      | 40:50,7   | 27.     |
| Maryna Ancybor                                                            | Bieg łączony      | 42:42,5   | 48.     |
| Kateryna Hryhorenko                                                       | Bieg łączony      | 42:47,2   | 49.     |
| Tetiana Antypenko                                                         | Bieg łączony      | 43:40,3   | 52.     |
| Wałentyna Szewczenko                                                      | Bieg masowy       | 1:12:42,6 | 14.     |
| Maryna Ancybor                                                            | Bieg masowy       | 1:16:22,7 | 35.     |
| Kateryna Hryhorenko                                                       | Bieg masowy       | 1:17:53,0 | 38.     |
| Tetiana Antypenko Wałentyna Szewczenko Maryna Ancybor Kateryna Hryhorenko | Sztafeta          | 56:56,1   | 12.     |

#### Mężczyźni
| Zawodnik                           | Konkurencja       | Czas     | Pozycje |
| ---------------------------------- | ----------------- | -------- | ------- |
| Rusłan Perechoda                   | Sprint            | 3:43,61  | 50.     |
| Ołeksij Krasowski                  | Sprint            | 4:35,08  | 81.     |
| Rusłan Perechoda Ołeksij Krasowski | Sprint drużynowy  | 25:31,13 | 20.     |
| Ołeksij Krasowski                  | Bieg indywidualny | 44:35,4  | 69.     |

### Łyżwiarstwo figurowe
| Zawodnik                           | Konkurencja   | Program krótki | Program krótki | Program dowolny         | Program dowolny         | Łączna nota | Pozycja |
| Zawodnik                           | Konkurencja   | Nota           | Pozycja        | Nota                    | Pozycja                 | Łączna nota | Pozycja |
| ---------------------------------- | ------------- | -------------- | -------------- | ----------------------- | ----------------------- | ----------- | ------- |
| Natalija Popowa                    | Solistki      | 47,42          | 28.            | Nie zakwalifikowała się | Nie zakwalifikowała się | 47,42       | 28.     |
| Jakiw Hodoroża                     | Soliści       | 62,65          | 21.            | 119,54                  | 20.                     | 182,19      | 20.     |
| Julija Ławrentiewa / Jurij Rudyk   | Pary sportowe | 44,30          | 20.            | Nie zakwalifikowali się | Nie zakwalifikowali się | 44,30       | 20.     |
| Siobhan Heekin-Canedy / Dmytro Duń | Pary taneczne | 41,90          | 24.            | Nie zakwalifikowali się | Nie zakwalifikowali się | 41,90       | 24.     |

#### Drużynowo
| Konkurencja      | Zawodnik | Soliści       | Soliści | Solistki | Solistki | Pary sportowe | Pary sportowe | Pary taneczne | Pary taneczne | Wynik  | Wynik   |
| Konkurencja      | Zawodnik | SP            | FS      | SP       | FS       | SP            | FS            | SD            | FD            | Punkty | Miejsce |
| ---------------- | --- | ------------- | ------- | -------- | -------- | ------------- | ------------- | ------------- | ------------- | ------ | ------- |
| Zawody drużynowe | Jakiw Hodoroża (M) Natalija Popowa (K) Julija Ławrentjewa / Jurij Rudyk (PS) Siobhan Heekin-Canedy / Dmytro Duń (PT) | 60,51 (3 pkt) |         |          |          | 46,34 (2 pkt) |               |               |               | 5      | 9.      |

### Kombinacja norweska
| Zawodnik         | Konkurencja             | Skoki narciarskie | Skoki narciarskie | Skoki narciarskie | Bieg narciarski | Bieg narciarski | Strata   | Pozycja |
| Zawodnik         | Konkurencja             | Skok              | Nota              | Pozycja           | Czas biegu      | Pozycja         | Strata   | Pozycja |
| ---------------- | ----------------------- | ----------------- | ----------------- | ----------------- | --------------- | --------------- | -------- | ------- |
| Wiktor Pasicznyk | Skocznia normalna/10 km | 95,0              | 112,1             | 27.               | 26:13,5         | 42.             | + 3:41,3 | 42.     |
| Wiktor Pasicznyk | Skocznia duża/10 km     | 122,5             | 104,6             | 20.               | 23:59,6         | 31.             | + 2:10,1 | 30.     |

### Narciarstwo alpejskie

#### Kobiety
| Zawodniczka      | Konkurencja   | Czas 1. przejazdu | Czas 2. przejazdu | Czas łączny | Pozycje |
| ---------------- | ------------- | ----------------- | ----------------- | ----------- | ------- |
| Bohdana Macioćka | Supergigant   |                   |                   | 1:31,58     | 27.     |
| Bohdana Macioćka | Slalom gigant | 1:25,25           | 1:25,28           | 2:50,53     | 43.     |

#### Mężczyźni
| Zawodnik     | Konkurencja      | Czas 1. przejazdu | Czas 2. przejazdu | Czas łączny     | Pozycje         |
| ------------ | ---------------- | ----------------- | ----------------- | --------------- | --------------- |
| Dmytro Mycak | Supergigant      |                   |                   | 1:28,51         | 52.             |
| Dmytro Mycak | Slalom gigant    | 1:34,22           | 1:37,18           | 3:11,40         | 60.             |
| Dmytro Mycak | Slalom specjalny | 1:01,57           | Dyskwalifikacja   | Dyskwalifikacja | Dyskwalifikacja |

### Narciarstwo dowolne

#### Kobiety
| Olha Poluk         | Skoki akrobatyczne | 70,76                  | 14.                    | 74,97                  | 9.                     | Nie awansowała         | Nie awansowała         | Nie awansowała         | Nie awansowała         | Nie awansowała         | 15.                    |
| Anastasija Nowosad | Skoki akrobatyczne | 56,84                  | 18.                    | 74,34                  | 10.                    | Nie awansowała         | Nie awansowała         | Nie awansowała         | Nie awansowała         | Nie awansowała         | 16.                    |
| Nadija Mochnaćka   | Skoki akrobatyczne | 52,44                  | 19.                    | 69,31                  | 11.                    | Nie awansowała         | Nie awansowała         | Nie awansowała         | Nie awansowała         | Nie awansowała         | 17.                    |
| Nadija Didenko     | Skoki akrobatyczne | Nie stanęła na starcie | Nie stanęła na starcie | Nie stanęła na starcie | Nie stanęła na starcie | Nie stanęła na starcie | Nie stanęła na starcie | Nie stanęła na starcie | Nie stanęła na starcie | Nie stanęła na starcie | Nie stanęła na starcie |

#### Mężczyźni
| Ołeksandr Abramenko | Skoki akrobatyczne | 109,50 | 6.  | —     | —   | 119,03         | 3.             | 113,12         | 6.             | Nie awansował  | 6.  |
| Mykoła Puzderko     | Skoki akrobatyczne | 98,41  | 12. | 77,88 | 14. | Nie awansowała | Nie awansowała | Nie awansowała | Nie awansowała | Nie awansowała | 20. |

### Saneczkarstwo

#### Kobiety
- Ołena Stećkiw
- Ołena Szchumowa

| Konkurencja | Zawodniczka     | 1. przejazd | 1. przejazd | 2. przejazd | 2. przejazd | 3. przejazd | 3. przejazd | 4. przejazd | 4. przejazd | Suma     | Suma    |
| Konkurencja | Zawodniczka     | Czas        | Miejsce     | Czas        | Miejsce     | Czas        | Miejsce     | Czas        | Miejsce     | Czas     | Miejsce |
| ----------- | --------------- | ----------- | ----------- | ----------- | ----------- | ----------- | ----------- | ----------- | ----------- | -------- | ------- |
| Jedynki     | Ołena Stećkiw   | 52,064      | 28.         | 51,553      | 26.         | 51,991      | 28.         | 51,889      | 26.         | 3:27,497 | 26.     |
| Jedynki     | Ołena Szchumowa | 51,211      | 18.         | 51,092      | 19.         | 51,128      | 17.         | 1:01,416    | 31.         | 3:34,847 | 31.     |

#### Mężczyźni
- Roman Zacharkiw
- Andrij Kiś
- Andrij Mandzij
- Ołeksandr Obołonczyk

| Konkurencja | Zawodnik                             | 1. przejazd | 1. przejazd | 2. przejazd | 2. przejazd | 3. przejazd | 3. przejazd | 4. przejazd | 4. przejazd | Suma     | Suma    |
| Konkurencja | Zawodnik                             | Czas        | Miejsce     | Czas        | Miejsce     | Czas        | Miejsce     | Czas        | Miejsce     | Czas     | Miejsce |
| ----------- | ------------------------------------ | ----------- | ----------- | ----------- | ----------- | ----------- | ----------- | ----------- | ----------- | -------- | ------- |
| Jedynki     | Andrij Kiś                           | 53,533      | 30.         | 53,358      | 28.         | 53,046      | 29.         | 52,859      | 28.         | 3:32,796 | 28.     |
| Jedynki     | Andrij Mandzij                       | 53,653      | 33.         | 53,660      | 32.         | 53,227      | 32.         | 53,062      | 31.         | 3:33,602 | 31.     |
| Dwójki      | Oleksandr Obołonczyk Roman Zacharkiw | 51,795      | 19.         | 51,233      | 16.         | —           | —           | —           | —           | 1:43,028 | 17.     |

#### Sztafeta
| Konkurencja | Zawodnicy                                                         | 1. przejazd | 2. przejazd | 3. przejazd | Suma     | Suma    |
| Konkurencja | Zawodnicy                                                         | Czas        | Czas        | Czas        | Czas     | Miejsce |
| ----------- | ----------------------------------------------------------------- | ----------- | ----------- | ----------- | -------- | ------- |
| Sztafeta    | Ołena Szchumowa Andrij Kiś Oleksandr Obołonczyk / Roman Zacharkiw | 55,671      | 56,882      | 58,502      | 2:51,055 | 11.     |

### Short track
| Zawodniczka    | Konkurencja         | Kwalifikacje | Kwalifikacje | Ćwierćfinał    | Ćwierćfinał    | Półfinał       | Półfinał       | Finał          | Finał   |
| Zawodniczka    | Konkurencja         | Czas         | Miejsce      | Czas           | Miejsce        | Czas           | Miejsce        | Czas           | Miejsce |
| -------------- | ------------------- | ------------ | ------------ | -------------- | -------------- | -------------- | -------------- | -------------- | ------- |
| Sofija Własowa | Bieg na 1000 metrów | 1:32,495     | 4.           | Nie awansowała | Nie awansowała | Nie awansowała | Nie awansowała | Nie awansowała | 26.     |

### Snowboard
Kobiety
| Annamari Czundak | Slalom równoległy        | 1:05,76 | 21. | Nie awansowała | Nie awansowała | Nie awansowała | Nie awansowała | 21. |
| Annamari Czundak | Slalom gigant równoległy | 1:53,71 | 21. | Nie awansowała | Nie awansowała | Nie awansowała | Nie awansowała | 21. |

Mężczyźni
| Josyp Peniak | Slalom równoległy        | 1:00,17 | 19. | Nie awansował | Nie awansował | Nie awansował | Nie awansował | 19. |
| Josyp Peniak | Slalom gigant równoległy | 1:41,14 | 23. | Nie awansował | Nie awansował | Nie awansował | Nie awansował | 23. |